# آنوک وتر
آنوک وتر (هلندی: Anouk Vetter؛ زادهٔ ۴ فوریهٔ ۱۹۹۳) ورزشکار هفت‌گانه اهل هلند است.